# جائزة لاسكر-دبغي للأبحاث الطبية السريرية

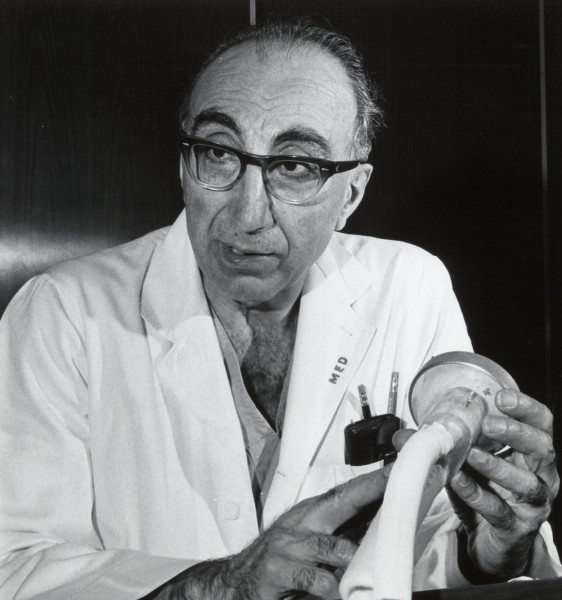

جائزة لاسكر-دبغي للأبحاث الطبية السريرية (بالإنجليزية: Lasker-DeBakey Clinical Medical Research Award)‏ هي واحدة من أربع جوائز سنوية تقدمها مؤسسة لاسكر. وتُمنح جائزة لاسكر-دبغي تكريمًا للأعمال البارزة في مجال فهم وتشخيص الأمراض والوقاية منها وعلاجها والشفاء منها. وقد أعيدت تسمية هذا الجائزة سنة 2008 تكريمًا لمايكل دبغي، وكانت تدعى قبل ذلك «جائزة ألبرت لاسكر للأبحاث الطبية السريرية».

## قائمة الفائزين بالجائزة
العلماء المتبوعة أسماؤهم بعلامة ، حصلوا أيضًا على جائزة نوبل.
- 1946: جون فريند ماهوني، كارل لاندشتاينر (بعد وفاته) ، ألكسندر فينر، فيليب ليفاين
- 1947: توماس فرانسيس الأصغر
- 1949: ماكس تيلر ، إدوارد كندال ، فيليب هنش
- 1950: جورجيوس بابانيكولاو
- 1951: إليز ليسبيرانس، كاثارين ماكفرلين، ويليام غوردون لينوكس، فريدريك غيبس
- 1952: كونراد إلفهايم، فريدريك ماكاي، هنري ترندلي دين
- 1953: بول دادلي وايت
- 1954: ألفريد بلالوك، هيلين توسيغ، روبرت إدوارد غروس
- 1955: مورلي كوهين، هربرت وأردن، ريتشارد فاركو، مختبرات هوفمان لاروش البحثية، معهد سكويب للأبحاث الطبية، إدوراد روبيتزيك، إرفينغ سيليكوف، وولش ماكديرموت، كارل موشنهايم
- 1956: لويس كاتز، جوناس سولك، إيفرت كينسي، أرنال باتز
- 1957: رستم جال وكيل، ناثان كلاين، روبرت نوس، هنري لابوري، بيير دينيكر، هاينز ليمان، ريتشارد شوب
- 1958: روبرت والاس ويلكنز
- 1959: جون هولمز دنغل، جيلبرت دالدورف، روبرت إدوارد غروس
- 1960: كارل بول لينك، إدغار فان نويس ألن
- 1962: جوزيف إدوارد سمادل
- 1963: مايكل دبغي، تشارلس هوغنس
- 1964: ناثان كلاين
- 1965: ألبرت سابين
- 1966: سيدني فاربر
- 1967: روبرت ألان فيليبس
- 1969: جورج كوتزياس
- 1970: روبرت غود
- 1971: إدوارد فرايس
- 1972: مين تشيو لي، روي هيرتس، دنيس بيركت، جوزيف بورتشينال، أنوماه نجو، جون زيغلر، إدموند كلاين، إميل فراي، إميل فرايرايخ، جيمس هولاند، دونالد بينكل، بول كاربوني، فنسنت ديفيتا، يوجين فان سكوت، إيزاك جيراسي، غوردون زوبرود
- 1973: بول زول، ويليام كوينهوفن
- 1974: جون تشارنلي
- 1975: غودفري هاونسفيلد ، ويليام أولدندورف
- 1976: ريموند ألكويست، جيمس بلاك
- 1977: إنغه إدلر، كارل هيلموت هيرتز
- 1978: مايكل هايدلبرغر، روبرت أوستريان، إميل غوتشليش
- 1980: سايريل كلارك، رونالد فين، فنسنت فريدا، جون غورمان، ويليام بولاك
- 1981: لويس سوكولوف
- 1982: روسكو برادي، إليزابيث نيوفيلد
- 1983: ف. ميسون سونز
- 1984: بول لاوتربر
- 1985: برنارد فيشر
- 1986: ماكس إسكس، روبرت غالو، لوك مونتانييه
- 1987: موغنس شو
- 1988: فنسنت دول
- 1989: إتيان بولييه
- 1991: يويت واي كان
- 1993: دونالد متكالف
- 1994: جون آلن كليمنتس
- 1995: باري مارشال
- 1996: بورتر وارن أندرسون الأصغر، ديفيد هاملتون سميث، جون بينيت روبنز، راشيل سنيرسون
- 1997: ألفرد سومر
- 1998: ألفريد ندسون، بيتر ناول، جانيت راولي
- 1999: ديفيد كاشمان، ميغيل أونديتي
- 2000: هارفي جيمس ألتر، مايكل هاوتون
- 2001: روبرت إدواردز
- 2002: ويليم كولف، بلدينغ شريبنر
- 2003: مارك فلدمان، رافيندر ميني
- 2004: تشارلز كيلمان
- 2005: أليك جيفريز، إدوين ساوذرن
- 2006: آرون بيك
- 2007: ألان كاربنتييه، ألبرت ستار
- 2008: أكيرا إندو
- 2009: بريان دروكر، نيكولاس ليدون، تشارلز سوير
- 2010: نابوليوني فيرارا
- 2011: تو يويو
- 2012: روي يورك كالن، توماس ستارزل[2]
- 2013: غريم كلارك، إنغبورغ هوتشمير، بليك ويلسون[3]
- 2014: أليم-لوي بن عابد، مالون دي لونغ
- 2015: جيمس أليسون
- 2016: رالف بارتنشلاغر، تشارلز رايس، مايكل صوفيا[4]
- 2017: دوغلاي لووي، جون شيلر
- 2018: جون ب. جلين